# Daikondi
Daikondi è una provincia dell'Afghanistan, che ha come capoluogo Nili. Confina con le province di Ghowr a nord-ovest, di Bamiyan a nord-est, di Ghazni a est, di Oruzgan a sud e di Helmand a sud-ovest.

## Curiosità
A Nili, capoluogo di Daikondi, nel 2009 è diventata sindaco della città Azra Jafari prima donna sindaco d'Afghanistan. Azra Jafari è un importante simbolo delle donne che vivono nella miseria e sotto l'oppressione maschile in Afghanistan e nel Mondo.

## Suddivisioni amministrative
La provincia è suddivisa in nove distretti:

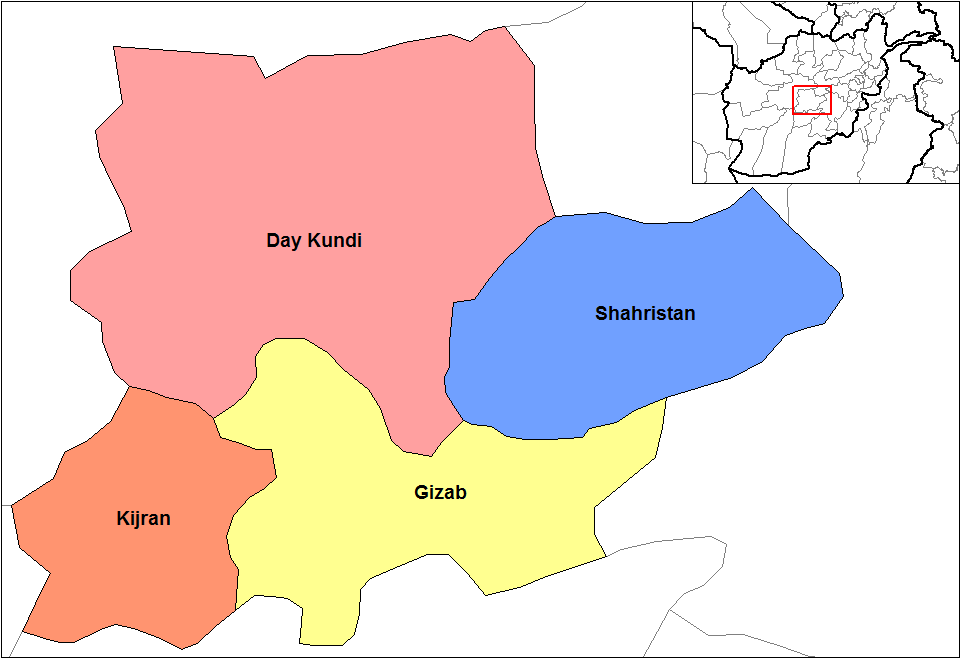
Distretti di Daikondi.

- Gizab
- Ishtarlay
- Kajran
- Khadir
- Kiti
- Miramor
- Nili
- Sangtakht
- Shahristan